# Coalition Lamuka
La coalition Lamuka («réveille-toi» en lingala) est une plate-forme politique congolaise créée le 11 novembre 2018 par des membres de l’opposition en vue de désigner un candidat commun à l'élection présidentielle de 2018. Martin Fayulu est le candidat désigné et représente la coalition Lamuka à l'élection du 30 décembre.

## Histoire

### Contexte pré-électoral
Le 8 août 2018, Emmanuel Ramazani Shadary est choisi comme candidat de la majorité pour l’élection présidentielle prévue le 23 décembre. Cette nouvelle est l’épilogue d’une crise pré-électorale qui est marquée par de multiples reports de l’élection, initialement prévue en 2016 et les suspicions de l’opposition quant à la question d’un 3e mandat de Joseph Kabila. 
Le candidat de la majorité étant désigné, l’interrogation résidait au niveau de l’opposition. Depuis une révision constitutionnelle datant de 2011, le président de la RDC est élu au scrutin uninominal majoritaire à un tour. Ce faisant, une candidature commune est largement évoquée et sollicitée par les différents leaders de l’opposition afin de maximiser les chances de remporter le scrutin et ne pas commettre l'erreur de 2011 où l'opposition s'était présentée à la présidentielle en ordre dispersé.
Le 19 septembre 2018, la CENI a rendu publique la liste définitive des 21 candidats à l'élection présidentielle parmi ceux-ci figuraient notamment :
- Emmanuel Ramazani Shadary, secrétaire permanent du Parti du peuple pour la reconstruction et la démocratie
- Felix Tshisekedi, président de l'union pour la démocratie et le progrès social
- Martin Fayulu, président de l'Ecidé et député national, élu de Kinshasa
- Vital Kamerhe, président de l'union pour la nation congolaise et ancien président de l'assemblée nationale (2006-2009)
- Freddy Matungulu, président de Congo na Biso, ancien ministre des Finances (2001-2003) et ancien économiste du Fonds monétaire international
- Samy Badibanga, ancien Premier ministre (2016-2017)
- Tryphon Kin-Kiey Mulumba, ancien ministre sous Mobutu Sese Seko et Joseph Kabila

Jean-Pierre Bemba et Adolphe Muzito initialement candidats sont invalidés et Moise Katumbi ne parvint pas à déposer sa candidature.

### Naissance de la coalition
Le 26 octobre 2018, en Afrique du Sud, les sept ténors de l'opposition (Jean-Pierre Bemba, Vital Kamerhe, Félix Tshisekedi, Freddy Matungulu, Martin Fayulu, Moïse Katumbi et Adolphe Muzito) promettent de désigner un candidat commun au plus tard le 15 novembre.
Le 9 novembre, ils se réunissent à Genève afin de finaliser des mois de négociations.  La Fondation Kofi Annan pilote les pourparlers. 
Le dimanche 11 novembre 2018, après de longues tractations, Martin Fayulu est finalement désigné comme candidat commun de l’opposition. Un choix surprise, alors que les noms de Félix Tshisekedi et de Vital Kamerhe étaient souvent cités pour cette désignation.  
Cet acte marque l'origine de l'accord dit de Genève.

### Retrait de signature de Felix Tshisekedi et Vital Kamerhe
Face au refus de la base de son parti l'Union pour la démocratie et le progrès social de s’aligner derrière Martin Fayulu, Felix Tshisekedi annonce publiquement son retrait de l’accord de Genève, le lundi 12 novembre 2018, dans une interview accordée en exclusivité à Top Congo FM, radio émettant depuis Kinshasa. 
Après le revirement de Félix Tshisekedi, Vital Kamerhe annonce également sa décision de ne plus soutenir le candidat commun, afin de respecter la volonté de sa base et ainsi ne pas s’auto flageller et s’auto exclure de son parti l'Union pour la nation congolaise. Face à ce coup de théâtre, Jean-Pierre Bemba, Moise Katumbi, Freddy Matungulu et Adolphe Muzito réaffirment leur soutien à Martin Fayulu. Mbusa Nyamwisi apporte son soutien le 19 novembre 2018 et rejoint ainsi la coalition, portant le nombre de leaders à 6.
Le 23 novembre 2018, Vital Kamerhe retire sa candidature en faveur de Félix Tshisekedi à la suite d'un accord entre les deux hommes où le premier deviendrait Premier ministre en cas de la victoire du second, c’est la naissance de l'accord de Nairobi et de la coalition du cap pour le changement (CACH).
L'opposition congolaise se présente donc à l'élection présidentielle du 30 décembre 2018 face au regroupement du pouvoir en place, le Front commun pour le Congo (FCC) avec 2 principales coalitions: Lamuka et le Cap pour le Changement (CACH).

## Élection présidentielle de 2018

### Campagne électorale
Initialement affaibli par les défections de Félix Tshisekedi et Vital Kamerhe, la cartographie électorale du candidat Lamuka lui donne cependant des atouts indéniables pour espérer l’emporter, le vote étant essentiellement sociologique en RDC. 
Fayulu bénéficie de consignes de vote dans plusieurs provinces, notamment : d'Adolphe Muzito, Olivier Kamitatu et de Freddy Matungulu dans l’ex-Bandundu, de Jean-Pierre Bemba, José Endundo et Nzanga Mobutu dans l’ex-Équateur, de Moise Katumbi, Kyungu Wa Kumwanza, Christian Mwando Nsimba et Jean-Claude Muyambo Kyassa dans l’ex-Katanga, d'Eve Bazaiba dans l'ex-Province Orientale, de Pierre Pay-Pay et Mbusa Nyamwisi dans le Nord-Kivu, et Pierre Lumbi dans le Sud-Kivu. Ses soutiens permettent au candidat Lamuka de disposer d'importants relais lors de sa campagne dans les provinces.
Lors du lancement de sa campagne dans l'Est à Beni (Nord-Kivu) puis à Kisangani, capitale très peuplée de la province de la Tshopo, il y rassemble de larges foules. 

Sa campagne est marquée par des incidents, en particulier le 12 décembre à Kalemie où au moins cinq de ses partisans trouvent la mort lors d'affrontements avec la police. Le même jours, après avoir tenu son meeting, Fayulu prend l'avion pour Kolwezi, où il est empêché d’atterrir, et se rend finalement à Goma, dans le Nord-Kivu. Interviewé par RFI, le candidat s'indigne :  
« Les autorités congolaises ou la "Kabilie" ne veulent pas que je communie avec mon peuple de Kolwezi. On m'empêche de faire campagne ! »
Sa campagne est également marquée par la question de l’utilisation des machines à voter. Le candidat en étant un farouche opposant, craignant notamment un tripatouillage des résultats par le biais de celles-ci. Il est finalement contraint d’accepter leur utilisation.
Le 26 décembre 2018, soit 4 jours avant le scrutin, la CENI déclare qu'il sera impossible d'organiser les élections dans les villes de Beni, Butembo et Yumbi pour cause de « persistance de l'épidémie de maladie à virus Ebola» et à cause du risque «d'incidents meurtriers ».  "Elles seront programmées au mois de mars 2019 et feront l'objet d'un calendrier spécifique", indique un communiqué de la CENI. Ce report concerne 1 256 117 électeurs (sur les 40 millions inscrits).

### Programme
Le candidat de Lamuka propose un programme économique visant à injecter 123 milliards de dollars dans l'économie du pays. Ses principales propositions de réformes sont cependant d'ordre constitutionnelles, afin de démanteler l'appareil du pouvoir. Il propose également de rendre possible la double nationalité, afin de faire revenir les « compatriotes qui ont acquis des compétences à l'étranger » après s'être expatriés. Selon les termes de l'accord de Genève, s’il gagne l’élection, il doit organiser dans les deux ans de nouvelles élections, cette fois-ci dans des conditions libres et transparentes.

### Annonce des résultats
Le président de la CENI, Corneille Nangaa, annonce le 6 janvier 2019 que la commission n'a pu centraliser qu'un peu plus de la moitié des bulletins de vote, et reporte l'annonce des résultats à une date indéterminée.
Le 9 janvier, la commission indique être en mesure d'annoncer les résultats provisoires sous 24 à 48 heures. Dès cette annonce, les forces de l'ordre bloquent la circulation sur les principales artères de la capitale.
La CENI proclame finalement les résultats provisoires de la présidentielle à la suite de ceux des provinciales dans la nuit du 9 au 10 janvier. Félix Tshisekedi est annoncé vainqueur, en attendant les résultats officiels définitifs de la Cour constitutionnelle. 
Selon les chiffres annoncés par la CENI, 684 281 voix séparent Félix Tshisekedi et Martin Fayulu. Les 1 256 117 électeurs inscrits devant voter en mars 2019 dans les villes de Beni, Butembo et Yumbi ne sont pas pris en compte. Pourtant, au vu de l'écart des voix, leurs votes auraient été déterminants. Les résultats de l'élection présidentielle dans ces villes ne sont toujours pas connus à ce jour.

### Contestation des résultats
Après la proclamation de la CENI, le candidat Fayulu conteste les résultats, dénonçant un « putsch électoral » qu'il qualifie d'escroquerie et de blague. Il affirme qu'il n'acceptera pas que la victoire du peuple congolais soit « volée » et invite la CENCO et d'autres observateurs à révéler les vrais résultats par bureaux de vote.
Le 11 janvier 2019, il réunit ses partisans au siège du (MLC) de Jean-Pierre Bemba à Kinshasa. Il y annonce son intention de déposer un recours auprès de la Cour constitutionnelle, tout en sachant que celle-ci est acquise au régime de Kabila, afin de montrer qu'il cherche à suivre la voie légale.
Le même jour, la Conférence épiscopale nationale du Congo (CENCO) déclare que les résultats annoncés « ne correspondent pas aux données collectées par notre mission d’observation à partir des bureaux de vote et de dépouillement ».
Le 15 janvier 2019, deux fuites de documents indiquent que le vainqueur ne serait pas celui annoncé par la CENI. Selon les bases de données analysées par le Financial Times, TV5 Monde, RFI, en collaboration avec le GEC, qu’elles proviennent de la Conférence épiscopale ou qu’elles soient attribuées à la Commission électorale nationale indépendante (CENI), Martin Fayulu pourrait avoir recueilli entre 59% et 62% des suffrages exprimés.
Dans la nuit du 19 au 20 janvier 2019, la Cour constitutionnelle annonce le rejet des recours, qu'elle qualifie de non fondés, estimant que les candidats n'ont « pas apporté la preuve » que les résultats provisoires n'étaient pas conformes à la réalité.
Le candidat de la coalition Lamuka appelle les Congolais à organiser « des manifestations pacifiques sur toute l'étendue du territoire national » afin de protester contre la décision de la cour, qu'il qualifie de « coup d'État constitutionnel ».

## Présidence de Félix Tshisekedi

### Période post-électorale
Le 24 janvier 2019, en accord avec le calendrier de la CENI, Felix Tshisekedi prête serment et devient le cinquième président de la République démocratique du Congo. Il prend ses fonctions le 25 janvier 2019.
Martin Fayulu dit poursuivre son combat pour « la vérité des urnes », arguant que les résultats n’ont pas été affichés par bureaux de vote conformément à la loi électorale.

### Plan de sortie de crise de Martin Fayulu
Martin Fayulu propose un plan de sortie de crise en avril 2019, à Washington au Center for Strategic and International Studies ainsi qu’à Londres au Royal Institute of International Affairs. Ce plan prévoit la mise en place d’une institution dénommée « Haut Conseil national des réformes institutionnelles » (HCNRI) que Martin Fayulu se propose de diriger pendant une période de douze à dix-huit mois, avant l'organisation d'élections générales. Cette institution devrait réfléchir aux réformes à mener concernant la commission électorale, la Cour constitutionnelle, la défense, la sécurité et les droits humains, pendant une période d’environ deux ans. Pendant ce temps, Félix Tshisekedi resterait à la tête du pays. Cette proposition fait l'objet de divergences au sein même de la coalition. Félix Tshisekedi répond en suggérant de soumettre cette proposition à l'Assemblée nationale.

### Lamuka à ce jour
Depuis le 27 avril 2019, la coalition Lamuka a muté en plate-forme politique et est dirigé par une présidence tournante de 6 mois (initialement 3 mois avant la révision de certains articles portant convention de cette coalition en octobre 2020) des entre les différents membres du présidium. 

La coalition a enregistré les retraits de Mbusa Nyamwisi le 20 juin 2019 et de Freddy Matungulu nommé à la Banque africaine de développement par Félix Tshisekedi le 11 juillet 2019. 

Présidium de la Coalition Lamuka
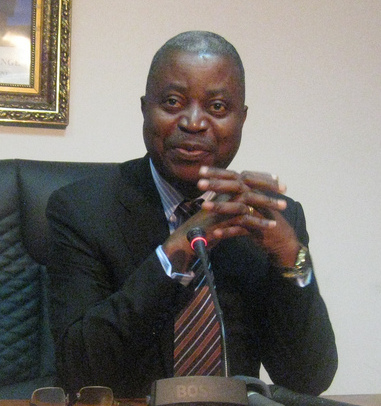
Adolphe Muzito
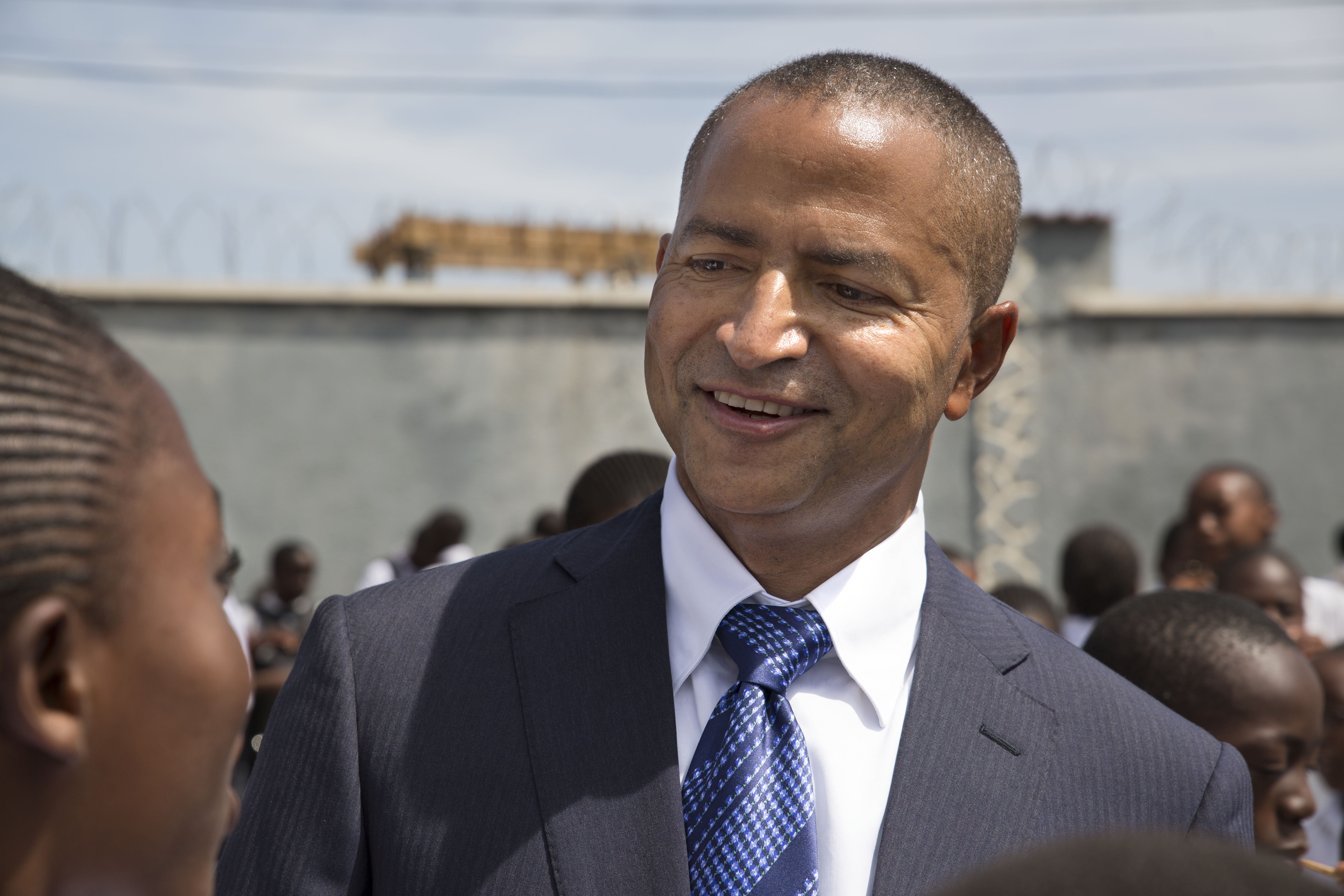
Moïse Katumbi
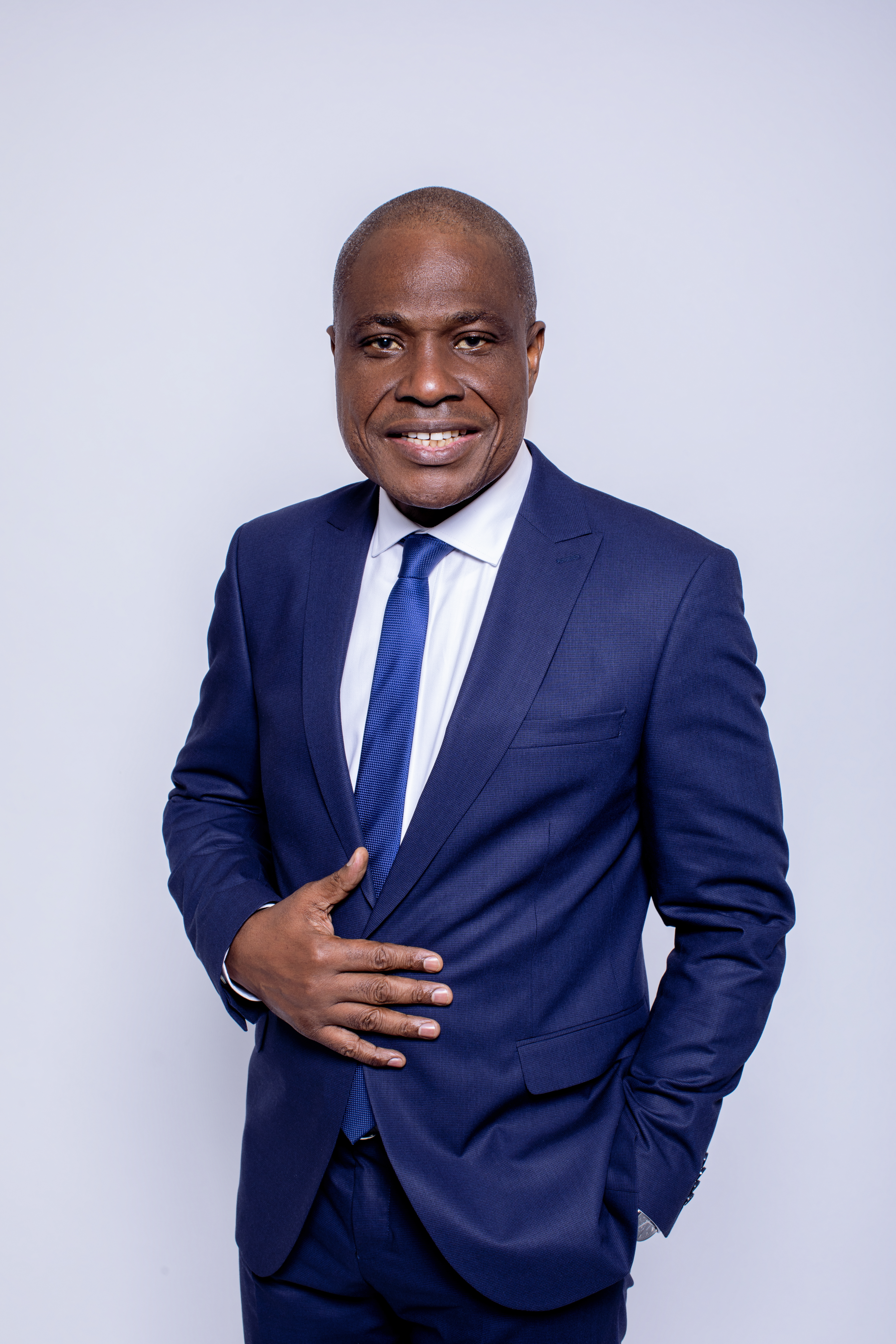
Martin Fayulu
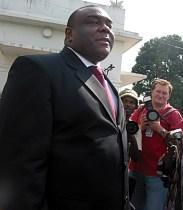
Jean-Pierre Bemba

Après ces départs, Lamuka réaffirme son unité malgré certaines divergences sur la vision et l’orientation politique à adopter. Le présidium de la coalition est composé d'Adolphe Muzito, Moïse Katumbi, Martin Fayulu et Jean-Pierre Bemba.
En janvier 2021, le MLC et EPR, partis respectifs de Jean-Pierre Bemba et de Moise Katumbi adhèrent à l'Union sacrée prônée par le président Félix Tshisekedi.  Dès lors, une confusion s'installe au sein de la coalition qui se scinde en 2 camps, d'un côté Adolphe Muzito et Martin Fayulu et de l'autre Moïse Katumbi et Jean-Pierre Bemba. Muzito et Fayulu estiment que Jean-Pierre Bemba et Moïse Katumbi se sont librement écartés en adhérant à l'Union sacrée. Cependant, ceux-ci se considèrent toujours comme membres de la coalition, arguant le fait que selon les textes qui régissent la plateforme, le départ se fait de manière volontaire, ce qu'ils n'ont jamais fait. Cet imbroglio donne lieu à une situation inédite le 10 avril 2021, lorsque Moïse Katumbi annonce la prise de la coordination conformément à la présidence tournante de celle-ci et que le même jour Martin Fayulu cède la coordination à Adolphe Muzito, résultant ainsi en une situation avec 2 coordonnateurs là où les textes de la coalition ne prévoit qu'une personne pour ce poste sur base d'une présidence tournante tous les six mois.
La coalition Lamuka refuse, dans un premier temps, de participer aux différentes élections prévues pour décembre 2023 (législatives, présidentielle, provinciales et municipales), dénonçant le manque de transparence dans le processus électoral. Toutefois, en septembre 2023, Martin Fayulu annonce sa candidature à l'élection présidentielle.